# NWA Nuff Said
Nuff Said es un evento pago por visión de lucha libre profesional producido por National Wrestling Alliance. Tendrá lugar el 11 de febrero de 2023 desde el Egypt Shrine Center en Tampa, Florida. Este será el primer evento de pago por visión de la NWA en el 2023. El nombre del evento se basa en el actual Campeón Mundial Peso Pesado de NWA Tyrus, quien lo usa como su eslogan, y tuvo un programa con el mismo nombre en la red de transmisión de Fox News, Fox Nation.

## Resultados
- Pre-Show: La Rosa Negra derrotó a Missa Kate.
  - Negra cubrió a Kate después de aplicarle un «Cookie Crash Splash».
- Pre-Show: Dak Draper & Matthew Mims derrotaron a Jax Dane & Blake "Bulletproof" Troop (con Chris Silvio, Esq.)
  - Draper cubrió a Troop con un «Slingshot Roll-Up».
- Pre-Show: Odinson derrotó a Joe Alonzo
  - Odinson cubrió a Alonzo después de aplicarle un «F10 Tornado Alarm»
- Pre-Show: Mercurio & Natalia Markova derrotaron a Jennacide & Max the Impaler (con Amy Rose).
  - Markova cubrió a Jennacide después de aplicarle un «Beatiful Destruction» seguido de un «Snap Double Underhook DDT».
  - Después del combate, "Magic" Jake Dumas & CJ salieron a confrontar a Mercurio.
- Thom Latimer derrotó a Fodder en un Singapore Cane Match.(6:20)
  - Latimer forzó a Fodder a rendirse con un «Crossface» utilizando un palo de kendo.
- Kerry Morton (con Ricky Morton) derrotó a Alex Taylor (con Danny Dealz) reteniendo el Campeonato Mundial Junior Peso Pesado de NWA.(10:31)
  - Kerry cubrió a Taylor después de aplicarle un «GTR»
  - Taylor usó su oportunidad del Champion's Series.
- "Thrillbilly" Silas Mason (con Pollo Del Mar) derrotó a Kratos por decisión del árbitro.(10:07)
  - el árbitro detuvo el combate después de Silas dejará inconsciente a Kratos
- The Renegade Twins (Charlette Renegade & Robyn Renegade) derrotaron a Pretty Empowered (Kenzie Paige & Ella Envy) (c) ganando los Campeonatos Mundiales Femeninos en Parejas de la NWA.(9:01)
  - Charlette cubrió a Envy con un «Roll-Up».
- EC3 derrotó a Kevin Kiley Jr. por rendición.[2]
  - EC3 forzó a rendirse a Kiley con un .
- La Rebelión (Bestia 666 & Mecha Wolf) (c) derrotaron a Blunt Force Trauma (Carnage & Damage) (con Aron Stevens) por descalificación reteniendo los Campeonatos Mundiales en Parejas de NWA.[3]
  - Carnage & Damage fueron descalificados luego de que Stevens atacara con su guante a Bestia 666
  - Después del combate, Carnage, Damage & Stevens atacaron a 666 & Wolf.
- Chris Adonis derrotó a Trevor Murdoch por decisión del árbitro
  - el árbitro detuvo el combate después de Adonis dejará inconsciente a Murdoch con un «Master's Lock»
- Kamille (c) derrotó a Angelina Love en un No Disqualification Match reteniendo el Campeonato Mundial Femenino de la NWA.[4]
  - Kamille cubrió a Love después de aplicarle una «Spear» atravesando una mesa en el esquinero.
- Cyon (con Austin Idol) derrotó a Homicide reteniendo el Campeonato Nacional de NWA.[5]
  - Cyon cubrió a Homicide después de aplicarle un «Rolling Death Valley Driver»
  - Durante el combate, Idol interfirió a favor de Cyon.
  - Después del combate, Cyon & Idol atacaron a Homicide.
- Tyrus (c) derrotó a Matt Cardona y retuvo el Campeonato Mundial Peso Pesado de NWA.[6][7][8][9]
  - Tyrus cubrió a Cardona después de aplicarle un «Chokeslam Tongan Death Grip»
  - No se permite a nadie en el ringside.
  - Durante el combate, Rolando Freeman & Mike Knox interfirieron a favor de Cardona mientras el árbitro estaba inconsciente pero Bully Ray salió al ringside a atacar a Knox.
  - En este combate, Bully Ray estuvo en la mesa de comentaristas, y después del combate, confrontó y retó a Tyrus por el título, a lo que Tyrus aceptó.